# Mistrzostwa Europy we Wspinaczce Sportowej 1992

Logo wspinaczki sportowej.

Mistrzostwa Europy we wspinaczce sportowej 1992 – 1. edycja mistrzostw Europy we wspinaczce sportowej, która odbyła się 18 września 1992 roku w niemieckim Frankfurcie. Andrzej Marcisz zdobył pierwszy medal dla Polski we wspinaczce sportowej w konkurencji na czas na Mistrzostwach Europy.
Podczas zawodów wspinaczkowych zawodnicy i zawodniczki rywalizowali w 4 konkurencjach.

## Harmonogram
Legenda
| E | Eliminacje |  | Finał (ilość) |

| Wrzesień 1992       | 17 | 18 | 19 |
| ------------------- | -- | -- | -- |
| Wspinaczka sportowa |    | 4  |    |

## Konkurencje
Mężczyźni
- prowadzenie i wspinaczka na czas

Kobiety
- prowadzenie oraz wspinaczka na czas

## Uczestnicy
Zawodnicy i zawodniczki podczas zawodów wspinaczkowych w 1992 roku rywalizowali w 4 konkurencjach. Łącznie do mistrzostw Europy zgłoszonych zostało 136 wspinaczy (każdy zawodnik ma prawo startować w każdej konkurencji o ile do niej został zgłoszony i zaakceptowany przez IFCS i organizatora zawodów). 
| Lp.   |           | ↓ Uczestnicy – konkurencje → |    | prowadzenie | na czas |
| ----- | --------- | ---------------------------- | -- | ----------- | ------- |
| 1.    | Mężczyźni | 64                           | 28 |             |         |
| 2.    | Kobiety   | 35                           | 9  |             |         |
| Razem | Razem     | Razem                        | 99 | 37          |         |

### Reprezentacja Polski
- Mężczyźni:
  - w prowadzeniu; Andrzej Marcisz i Tomasz Samitowski byli sklasyfikowani na 37–41 m., Jacek Trzemażalski 44–45 m., a Tomasz Regwelski był sklasyfikowany na 55–58 m.
  - we wspinaczce na czas; Andrzej Marcisz; zajął 3 m., Grzegorz Pleśniak 9-12 m, a Piotr Dawidowicz był 18.
- Kobiety:
  - Iwona Gronkiewicz-Marcisz; zajęła 16 m. w prowadzeniu.

## Medaliści
| Konkurencja          | Złoto                          | Srebro                       | Brąz                        |
| -------------------- | ------------------------------ | ---------------------------- | --------------------------- |
| Mężczyźni            |                                |                              |                             |
| prowadzenie (18.09)  | Francja · François Legrand     | Francja · François Petit     | Rosja · Saławat Rachmietow  |
| wsp. na czas (18.09) | Kazachstan · Kajrat Rachmietow | Włochy · Cristian Brenna     | Polska · Andrzej Marcisz    |
| Kobiety              |                                |                              |                             |
| prowadzenie (18.09)  | Szwajcaria · Susi Good         | Francja · Isabelle Patissier | Francja · Laurence Guyon    |
| wsp. na czas (18.09) | Rosja · Jelena Owczennikowa    | Rosja · Julija Inoziemcewa   | Francja · Claudine Trécourt |

## Wyniki

### Prowadzenie
| Mężczyźni | Mężczyźni          | Mężczyźni  |
| --------- | ------------------ | ---------- |
| Miejsce   | Zawodnik           | Państwo    |
| złoto     | François Legrand   | Francja    |
| srebro    | François Petit     | Francja    |
| brąz      | Saławat Rachmietow | Rosja      |
| 4         | Elie Chevieux      | Szwajcaria |
| 5         | Klaus Büchele      | Niemcy     |
| 6         | Luca Zardini       | Włochy     |
| 7         | Serge Blein        | Francja    |
| 8         | Frédéric Coroller  | Francja    |
| 9         | Pawieł Samoilin    | Rosja      |
| 10        | Stefano Alippi     | Włochy     |

| Kobiety | Kobiety            | Kobiety    |
| ------- | ------------------ | ---------- |
| Miejsce | Zawodniczka        | Państwo    |
| złoto   | Susi Good          | Szwajcaria |
| srebro  | Isabelle Patissier | Francja    |
| brąz    | Laurence Guyon     | Francja    |
| 4       | Nanette Raybaud    | Francja    |
| 5       | Wiera Czereszniewa | Rosja      |
| 6       | Natalie Richer     | Francja    |
| 7       | Karin Bless-Reith  | Szwajcaria |
| 8       | Claudine Trecourt  | Francja    |
| 9       | Andrea Eisenhut    | Niemcy     |
| 10      | Julija Inoziemcewa | Rosja      |

### Wspinaczka na czas
| Mężczyźni | Mężczyźni            | Mężczyźni  |
| --------- | -------------------- | ---------- |
| Miejsce   | Zawodnik             | Państwo    |
| złoto     | Kajrat Rachmietow    | Kazachstan |
| srebro    | Cristian Brenna      | Włochy     |
| brąz      | Andrzej Marcisz      | Polska     |
| 4         | Christian Schlesener | Niemcy     |
| 5         | Tomáš Čada           | Czechy     |
| 5         | Robert Caspersen     | Norwegia   |
| 5         | Stephan Hilgers      | Niemcy     |
| 5         | Gregor Jaeger        | Niemcy     |
| 9         | Grzegorz Pleśniak    | Polska     |
| 9         | Vasil Kirov          | Bułgaria   |
| 9         | Oleg Czereczniew     | Rosja      |
| 9         | Pavel Weisser        | Czechy     |

| Kobiety | Kobiety                | Kobiety   |
| ------- | ---------------------- | --------- |
| Miejsce | Zawodniczka            | Państwo   |
| złoto   | Jelena Owczennikowa    | Rosja     |
| srebro  | Julija Inoziemcewa     | Rosja     |
| brąz    | Claudine Trécourt      | Francja   |
| 4       | Eva Linhartová         | Czechy    |
| 5       | Stanislava Brazinová   | Czechy    |
| 6       | Mihaela Craciun-Pantis | Rumunia   |
| 7       | Elka Jankova           | Bułgaria  |
| 8       | Silvija Hizman         | Chorwacja |
| 9       | Natasa Cvitas          | Chorwacja |

## Klasyfikacja medalowa
* Organizator zawodów został zaznaczony tym kolorem,  Polskę  oznaczono tekstem pogrubionym.
|                   |                   |                   |   |   |   |    |   |   |   |   |   |   |
| 1                 | Francja           | 1                 | 2 | 2 | 5 | 1  | 1 | 0 | 0 | 1 | 2 |   |
| 2                 | Rosja             | 1                 | 1 | 1 | 3 | 0  | 0 | 1 | 1 | 1 | 0 |   |
| 3                 | Kazachstan        | 1                 | 0 | 0 | 1 | 1  | 0 | 0 | 0 | 0 | 0 |   |
| 3                 | Szwajcaria        | 1                 | 0 | 0 | 1 | 0  | 0 | 0 | 1 | 0 | 0 |   |
| 5                 | Włochy            | 0                 | 1 | 0 | 1 | 0  | 1 | 0 | 0 | 0 | 0 |   |
| 6                 | Polska            | 0                 | 0 | 1 | 1 | 0  | 0 | 1 | 0 | 0 | 0 |   |
| 6                 |                   |                   |   |   |   |    |   |   |   |   |   |   |
| Ogółem (6 państw) | Ogółem (6 państw) | Ogółem (6 państw) | 4 | 4 | 4 | 12 | 2 | 2 | 2 | 2 | 2 | 2 |

Źródło: